# Nuklearstrategie
Eine Nuklearstrategie oder nukleare Verteidigung oder nukleare Abschreckung ist ein militärisch-strategisches Konzept bzw. Militärstrategie, das den angedrohten oder tatsächlichen Einsatz von Kernwaffen zu sicherheitspolitischen Zwecken beschreibt. Nuklearstrategien existieren seit Beginn des Atomzeitalters, genauer gesagt seit der militärischen Nutzung der Kernenergie.
Die nuklearen Strategien unterscheiden sich daher von den konventionellen. Diese Konzepte waren in den USA zunächst auch bekannt als Kriegspläne. Neben der konventionellen, taktischen oder Gefechtsfeld-Abschreckung gibt es die strategische Abschreckung, die nukleare Abschreckung. Dabei stärkt jede Stufe die vorherige. 
Eine nukleare Abschreckung wird technologisch durch offensive, sich ergänzende Waffensysteme (auch bekannt als Triade) aufrechterhalten, um im Falle eines Angriffs (Erstschlag) einen alles vernichtenden Zweitschlag gewährleisten zu können. Alle Strategien verfolgen mindestens die folgenden übergeordneten Ziele: 
1. Abschreckung der jeweils anderen Seite vor einem nuklearen Totalangriff;
2. Abschreckung von kleineren Konflikten, die zu einem vollständigen nuklearen Schlagabtausch eskalieren könnten.

Die Tatsächlichen Strategien oder Policen gehen jedoch weit über diese vereinfachte Darstellung hinaus, da sie viele weitere Aspekte berücksichtigen. 
Grundsätzlich beeinflussen die Außen-, Sicherheits- und Verteidigungspolitik eines Landes im Besitz von einem Atomwaffenarsenal dessen Nuklearstrategie. Im erweiterten Kontext wird in diesem Zusammenhang auch umgangssprachlich von einer Nuklearpolitik oder nuklearen Ordnung gesprochen. Beispiele hierfür sind die Reagan- oder die Bush-Doktrin. Es ist jedoch zu unterscheiden zwischen den Dynamiken und Debatten der Politik einerseits und den nuklearen Policies andererseits, welche bestimmte Rahmenbedingungen und Inhalte definieren.
Staaten, die Kernwaffen besitzen (Atommächte), erarbeiten Nuklearstrategien und halten sie auf dem neuesten Stand. Die theoretische Planung wird in der Regel von speziellen militärischen Einheiten durchgeführt. Beiträge kommen auch von verteidigungsnahen Organisationen, wie z. B. der RAND Corporation in den USA.

## Einleitung
Es gibt eine Vielzahl von Strategien, Konzepte und Theorien, die sich mit Nuklearwaffen bzw. der Politik von Nuklearwaffen befassen. Die ersten Veröffentlichungen und Diskussionen zu diesem Thema fanden Ende der 1950er und Anfang der 1960er Jahre statt. Die Entwicklung einer generellen Militärstrategie reicht jedoch noch weiter zurück. Die grundlegenden Ideen dazu stammen von Carl von Clausewitz, welcher Strategie klassisch definierte als „die Theorie des Einsatzes von Kämpfen für das Ziel des Krieges“. Ein weiterer Stratege war der Brite B. H. Liddell Hart, der in seinen Überlegungen eine starke konventionelle Streitkraft gegenüber einer nuklearen Rüstung bevorzugte – auch für die NATO. Laut dem Militärexperten Michael Howard ist der Haken an der Sache nur, dass man im Kriegsfall mit "Feuerlöschern zwar Unfälle bekämpfen kann, aber es voreilig wäre, anzunehmen, dass Unfälle die einzigen Notfälle sind, auf die sich der Westen vorbereiten muss."
Aufgrund ihres außergewöhnlich hohen Zerstörungspotenzials einer Kernwaffenexplosion nehmen Kernwaffen seit ihrem erstmaligen Einsatz am Ende des Zweiten Weltkrieges im Jahre 1945 eine moralische und sicherheitspolitische Sonderstellung als Massenvernichtungswaffe ein. Der ehemalige US-amerikanische Präsident Lyndon B. Johnson sagte bereits 1964, die Entscheidung des Einsatzes der Waffen „würde uns auf einen ungewissen Weg von Schlägen und Gegenschlägen führen, dessen Ausgang niemand kennen kann“. In einer gemeinsamen Erklärung aus dem Jahr 2022 bekräftigten die fünf Kernwaffenstaaten, „dass ein Atomkrieg nicht zu gewinnen ist und niemals geführt werden darf“. Die Waffen sollen „solange sie existieren – der Verteidigung, der Abschreckung und der Vorbeugung dienen“ und „die Verbreitung muss verhindert werden“.
Die NATO verfügt über eine eigene Nuklearstrategie als Teil des Strategischen Konzepts (darin die Abschreckung und Verteidigungshaltung), die in der Nuklearen Planungsgruppe (NPG) und weiteren Gremien erarbeitet wird. Genauer gesagt waren US-amerikanische strategische (später taktische) Atomwaffen seit 1949 Teil der NATO-Strategie (Strategiedokument: Military Committee 3 bzw. MC 3), mit der das Nordatlantische Bündnis absolut geschützt und der Warschauer Pakt abgeschreckt werden sollte. Nach Artikel V würden die NATO-Parteien davon ausgehen, „dass ein bewaffneter Angriff gegen einen oder mehrere von ihnen in Europa oder Nordamerika als ein Angriff gegen sie alle angesehen wird“. Im Falle eines solchen Angriffs würden die Vertragsmitglieder Maßnahmen ergreifen, „einschließlich der Anwendung von Waffengewalt, um die Sicherheit des nordatlantischen Raums wiederherzustellen und aufrechtzuerhalten“.
Nuklearstrategien wie die massive Vergeltung (ab 1954) oder die flexible Reaktion (ab 1968) waren daher neben dem damaligen Wettrüsten ein prägendes Merkmal des Kalten Krieges. Dabei spielt auch die nukleare Parität eine Rolle, d. h. eine Situation, in der die Nation, die zuerst zuschlägt, die nukleare Kapazität der anderen Nation nicht so auslöschen kann, dass sie keinen größeren Schlag erhält, als sie erhalten möchte.
Weil die beiden Konfliktparteien in dieser strategischen Auseinandersetzung über Kernwaffen verfügten und diese technisch aufrüsteten, stand die Nichtverwendung von Kernwaffen bei gleichzeitiger Wahrung sicherheitspolitischer Interessen im Mittelpunkt ihrer Nuklearstrategien. Auch die Abwehr eines Angriffs mit Nuklearwaffen durch Raketenabwehr stand im Fokus bzw. wurde berücksichtigt. Es wurde jedoch früh erkannt, dass ein Angriff mit Nuklearwaffen nur schwer oder gar nicht zu verteidigen ist. Speziell die MIRV-Technologie aus den 1970er Jahren macht die Verteidigung nahezu unmöglich.
Die Atommacht Frankreich ist seit 1966 kein Mitglied des NATO-Militärausschusses mehr, d. h., sie stellt ihr Atomarsenal, die „Force de dissuasion“, der NATO NPG nicht mehr zur Verfügung. Das Land bzw. Charles de Gaulle wollte eine unabhängige nukleare Abschreckung unter eigener Kontrolle.
Nach dem Ende des Kalten Krieges verloren manche Nuklearstrategien teilweise unmittelbar an Bedeutung. Die neuen Risiken in den 1990er Jahren waren zunächst unmittelbar mit der Nichtverbreitung von spaltbarem Material, Kernsprengköpfen, Kernwaffensystemen und dem Wissen dazu verbunden. Die Absicherung der genannten Gefahren fand u. a. durch Kooperation zwischen Russland und den USA statt. Die großen nuklearen Arsenale der ehemaligen Konfliktparteien Sowjetunion und USA wurden durch zahlreiche Abrüstungsverträge und Abkommen mittlerweile reduziert. Einige Beispiele sind der INF-Vertrag, START und bis 2021 auch New START. Neben der Strategieentwicklung wird seit Jahrzehnten unter dem Aspekt der Rüstungskontrolle eine Erhöhung der Sicherheit und Stabilität durch den Abbau von Gefahrenpotenzialen angestrebt.
Militärs haben ihre Strategien stets fortgeschrieben bzw. angepasst. Heute sind sie zusammen mit komplexen Kommando-, Kontroll- und Informationsinfrastrukturen (englisch command, control, and communication (C3)) integriert. Sie werden durch Ziel- und Operationspläne konkretisiert. Zusätzlich finden Übungen Operationen statt, z. B. das NATO-Manöver Steadfast Noon. 
Die nachfolgend beschriebenen Strategien behalten trotz der erwähnten Veränderungen seit dem Kalten Krieg teilweise ihre Gültigkeit, wobei alte Strategien durch neue ersetzt wurden. Die tatsächlichen Nuklearstrategien der Militärs sind stets Verschlusssache. 
Die Forschung versucht, diese Strategien vor dem Hintergrund der globalen Sicherheitslage zu interpretieren und weiterzuentwickeln. 

## Strategien der USA und NATO
- 1945 beauftragte US-Präsident Harry S. Truman die US Air Force, einen Operationsentwurf für einen möglichen Krieg mit der UdSSR auszuarbeiten. Im Dezember 1945 wurde unter Führung von General Dwight D. Eisenhower der Plan Operation Totality (JIC 329/1) ausgearbeitet, der bei einem sowjetischen Überraschungsangriff den Abwurf von bis zu 30 Atombomben auf 20 sowjetische Städte vorsah. Hierzu zählten: Moskau, Gorki, Kuibyschew, Swerdlowsk, Nowosibirsk, Omsk, Saratow, Kasan, Leningrad, Baku, Taschkent, Tscheljabinsk, Nischni Tagil, Magnitogorsk, Molotow/Perm, Tiflis, Stalinsk/Nowokusnezk, Grosny, Irkutsk und Jaroslawl.[4][5] Damit sollte Zeit für eine Mobilmachung der konventionellen Streitkräfte gewonnen werden. Dieser Plan wurde bis Mai 1948 mehrmals ergänzt, im Dezember 1948 sah er bereits den Abwurf von 133 Atombomben auf 20 sowjetische Städte vor. Im Falle einer Eskalation einer Krise war auch ein Präventivschlag oder Erstschlag (First Strike) gegen die Sowjetunion vorgesehen.

- Vorneverteidigung (forward strategy): Konzept der Verzögerung eines Angriffs des Warschauer Paktes mit konventionellen Kräften östlich des Rheins. Anschließend nuklearer Gegenschlag strategischer Luftstreitkräfte mit einer konventionellen Gegenoffensive mit dem Ziel, den Warschauer Pakt zurückzudrängen. Diese Konzeption fand Anwendung von 1950/52 bis 1957 - NATO-Dokument 14/1 - und hätte bei einer Anwendung die Verstrahlung von weiten Teilen Deutschlands bedeutet. Es wurde aufgrund des angewachsenen Vernichtungspotenzials der Atomwaffenarsenale durch die massive Vergeltung ersetzt.

- Massive Vergeltung (massive retaliation): Beantwortung eines feindlichen (konventionellen) Angriffes mit einem vernichtenden Gegenschlag mit atomaren Waffen. Diese Konzeption (vgl. John F. Dulles) bestand von 1954/57 bis 1967/68, NATO-Dokument MC 14/2. Der Single Integrated Operational Plan SIOP-62 sah 3423 Atombombenziele in dem Jahr 1960 vor.

- Flexible Reaktion (flexible response) (NATO-Dokument MC 14/3): Angemessene Beantwortung des Angriffs. Im Rahmen der Konzeption der flexiblen Reaktion von 1967/68 bis 1991 wurde in der NATO die Triaden-Strategie entwickelt. Diese Taktik sieht vor, konventionelle, nukleartaktische und nuklearstrategische Mittel im Verbund oder als Einzelelemente einzusetzen. 1980 umfasste der Single Integrated Operational Plan SIOP-5D rund 40.000 mögliche Ziele für Nuklearangriffe.[6][7]

- Mutual assured destruction (MAD) (gesicherte wechselseitige Zerstörung): eine ab 1961 in den USA entwickelte minimalistische Nuklearstrategie mit dem Ziel des Erhalts einer nuklearen Zweitschlagsfähigkeit.

- Counterforce-Doktrin/Countervailing-Strategie: eine in den USA unter Präsident Jimmy Carter entwickelte Strategie, die eine Flexibilisierung des Nukleararsenals und den Ausbau der Angriffsfähigkeiten gegenüber feindlichen (lies: sowjetischen) strategischen Kernwaffen vorsieht, um flexible Optionen unterhalb einer massiven Vergeltung zu ermöglichen. Die Countervailing-Strategie ergänzte ab 1980 durch die US-Präsidentendirektive (PD 59) die Counterforce-Doktrin und führte u. a. zur Entwicklung von „Erdpenetrationskörpern“ (Raketen, Bomben) gegen gehärtete Ziele.

- Global Strike (weltweiter Schlag): Bestandteil einer US-Militärstrategie zur möglichen weltweiten Zerstörung von strategischen und taktischen Zielen mit konventionellen und nuklearen Mitteln und deren Zusammenfügung in einen einzigen Operationsplan OPLAN 8022. Der Schutz vor der Proliferation von Atomwaffen ist ein wesentlicher Bestandteil dieses Konzeptes.
- Strategic Concept[8] (NATO): Die NATO fasst ihre Verteidigungsstrategie unter diesem Begriff zusammen. In dem der Öffentlichkeit zugänglichen Konzept für das Jahr 2022 steht unter § 44 (Übersetzung): Unser Ansatz wird weiterhin interessenorientiert und flexibel sein, sich auf die Bewältigung gemeinsamer Bedrohungen und Herausforderungen konzentrieren und sich an die sich verändernden geopolitischen Gegebenheiten anpassen können. Der Unterteil zu Deterrence and Defence ist unter § 22 – § 34 dokumentiert.
- Das Strategische Konzept der NATO beinhaltet US-amerikanische strategische und taktische Atomwaffen sowie die unabhängigen nuklearen Streitkräfte von Großbritannien und die stationierten taktischen Atomwaffen der NATO im Sinne der verlängerten Abschreckung.

## Strategien der UdSSR / Warschauer Vertrag / Russische Föderation
- 1951 befahl der sowjetische Regierungschef Generalissimus Josef Stalin die Entwicklung von Strategien für den Nuklearkrieg. Die Sowjetarmee sah ebenfalls den Präventivkrieg als Option vor. Nikita Sergejewitsch Chruschtschow erklärte am 14. Januar 1960 vor dem Obersten Sowjet, dass der globale Atomkrieg eine strategische Option sei, die es erlaube, „das Land oder die Länder, die uns überfallen … buchstäblich dem Erdboden gleichzumachen“. 1952 sollte Marschall Pawel Fjodorowitsch Schigarew eine strategische Bomberflotte der UdSSR aufbauen, die in der Lage sein sollte, die USA mit Nuklearwaffen anzugreifen. Entsprechende Luftstützpunkte wurden 1952 in Dikson und auf der Schmidt-Insel eingerichtet, von wo aus modifizierte Tupolew Tu-4 regelmäßig im internationalen Luftraum nahe den US-Basen in Kanada und auf Grönland Einsatzflüge unternahmen.

- Unter Leonid Iljitsch Breschnew wurde ab 1965 eine Doppelstrategie propagiert. Demnach sollte die UdSSR einen Nuklearkrieg nicht führen, wenn er nicht von den USA bzw. der NATO aufgezwungen werde. Wenn ein Atomkrieg notwendig sei, müsse er auch geführt werden. Notfalls sei ein Präventivschlag denkbar.

- Perimetr (Tote Hand), steht für ein Atomwaffen-Führungssystem, das im Falle eines nuklearen Enthauptungsschlags (Erstschlag), der die sowjetische Führung aktionsunfähig gemacht hätte, einen allumfassenden Gegenschlag automatisch auslösen sollte.

- Erst unter Michail Sergejewitsch Gorbatschow (vgl. auch Glasnost und Perestroika) entwickelte man ab 1987 eine neue Strategie, die der Verhinderung einer militärischen Auseinandersetzung gegenüber der Vorbereitung auf einen möglichen kommenden Krieg Priorität gab.
- Die aktuelle (Stand 2020, aktualisiert Ende 2024) Nuklearpolitik bzw. Strategie von Russland, bekannt als On Basic Principles of State Policy of the Russian Federation on Nuclear Deterrence[9] wurde 2024 vom russischen Präsident Vladimir Putin und dem Verteidigungsministerium veröffentlicht.

## Strategie- und Sicherheitsforschung
Die nuklearstrategische Forschung war speziell im Kalten Krieg eine Domäne der Strategischen Studien oder auch Operations Research. Dabei griffen Strategietheoretiker häufig auf Erkenntnisse der Spieltheorie zurück, die das gängige nuklearstrategische Dilemma des Nichteinsatzes als ein Beispiel für das Gefangenendilemma betrachtete. In diesem Forschungsgebiet bekannt wurden vor allem Bernard Brodie, Herman Kahn, Thomas Schelling, Albert Wohlstetter, Colin S. Gray oder Lawrence Freedman.
Die Forschung findet heutzutage als Teil der militärischen und strategischen Studien, der Abrüstungs- oder Rüstungskontrollpolitik oder Sicherheitsforschung statt. Einschlägige Fachzeitschriften sind z. B. International Security, Journal for Peace and Nuclear Disarmament, Science & Global Security, Arms Control Today, Bulletin of the Atomic Scientists oder Nonproliferation Review.